# 南海埔
南海埔，是臺灣臺南市西港區的一個傳統地域名稱，位於該區中部偏西南，並向南延伸至邊界。相較於今日行政區，其範圍大致包括南海里不含西部邊界地帶北段及北部東側凸出部分及東南端、新復里東部不含東北端、永樂里東部邊界地帶南側、慶安里東部邊界地帶南側，以及安定區的新吉里西北部邊界地帶東大半段、海寮里西部邊界地帶南大半段。
本地區境內主要聚落為南海埔、中港、東港，港明高中位於南海埔聚落北側。

## 歷史
台灣日治初期，南海埔地區為一街庄，稱為「南海埔庄」（舊制街庄），隸屬於西港仔堡。該庄昔日西北與劉厝庄為鄰，北與中州庄為鄰，東與西港仔庄為鄰，東南邊及南邊隔曾文溪河道及河灘地與海藔庄、新吉庄為界，西邊為大塭藔庄。
1901年（日治明治三十四年）11月11日，全台廢縣廳改設二十廳，該庄隸屬於鹽水港廳。1904年（明治三十七年）4月1日，該庄編入「西港仔區」，隸屬於鹽水港廳。1906年（明治三十九年）4月1日，鹽水港廳內管轄區域調整，該庄仍隸屬於西港仔區。1909年（明治四十二年）10月25日，全台合併二十廳為十二廳，西港仔區改隸屬於臺南廳。1920年（大正九年）10月1日，全台地方制度大改正，廢十二廳改設五州二廳，該庄改制為「南海埔」大字，隸屬於臺南州北門郡西港庄（新制街庄）。
戰後西港庄改制為西港鄉，隸屬於臺南縣，大字亦改制為村。1950年（民國39年）10月25日，雲、嘉、南分治，西港鄉仍隸屬於臺南縣。2010年（民國99年）12月25日，臺南縣、市合併為直轄臺南市，西港鄉改制為西港區。

## 聚落
本地區發展較早的聚落為南海埔、中港、東港，在日治初期的官方地圖上已有記載。

## 交通
省道台19線又稱「中央公路」，是彰化至永康的幹道，經過本地區南半葉的最東端。由該道路北行可前往西港區西港市區、佳里區、學甲區、鹽水區等地；南行可前往安定區、安南區、永康區西端，並止於六甲頂地區的省道台1線轉角路口。
市道173號是麻豆至九塊厝的道路，經過本地區北部的南海埔聚落。由該道路東北行可前西港區西港市區、麻豆區，並止於麻豆市區的市道171號暨市道176號路口；西南行可前往七股區南部，並止於省道台61線暨市道173甲線終點路口。
區道南40線是永樂至羨仔林的道路，經過東港聚落南側及中港聚落南郊。
區道南42線是北槺榔至南海埔的道路，其東側端點（終點）位於本地區北部南海埔聚落的市道173號路口，由此向南南西會經過中港聚落西側及東港聚落北郊。

## 學校
- 港明高中

## 產業
- 新吉工業區（部分）